# Riconoscimento di regioni
Nella visione artificiale, il Rilevamento Blob (in inglese: Blob detection) o riconoscimento di regioni è una tecnica che ha come obiettivo di rilevare punti e/o regioni in una immagine che differisce in proprietà come luminosità o colore comparata con l'ambiente.
Ci sono due classici rilevatori di blob: metodi differenziali basati su espressioni derivative e metodi basati sugli estremi locali nell'intensità del paesaggio. La recente terminologia li definisce come operatori puntuali e operatori regionali.
I rilevatori blob si studiano e sviluppano per fornire informazione complementare sulle regioni, che non è possibile ottenere dai Riconoscimento dei contorni o riconoscimento degli angoli.
Nel lavoro di preparazione il rilevamento blob è usato per ottenere regioni di interesse per ulteriori processi di lavoro.
Queste regioni possono segnalare la presenza di oggetti o parti di oggetti nel dominio dell'immagine con l'applicazione di riconoscimento di oggetti e/o tracciamento di oggetti.
In altri domini, come nell'analisi dell'istogramma, i descrittori blob possono essere usati per il rilevamento di picchi con applicazione nella segmentazione.
Un altro uso si trova come primitive principali nell'analisi e riconoscimento di texture.

## Blob a livelli di grigio
Un approccio naturale per rilevare blob è di associare un blob luminoso (o scuro) con ogni massimo locale nell'intensità del paesaggio.
Un problema fondamentale con questo tipo di approccio, sebbene, è che gli estremi locali sono molto sensibili al rumore.
Per indirizzare questo problema Lindeberg (1993, 1994) studiò il problema di rilevare i massimi locali con estensioni multiscala nella scala spaziale.
Una regione con una estensione spaziale definita da un analogo spartiacque è associato con ogni massimo locale, come un contrasto locale definito dal cosiddetto punto di saddle delimitante.
Un locale estremo definito in questa maniera viene chiamato blob a livello di grigio.
Un albero di blob a livelli di grigio fu definito per prendere la struttura topologica innestata di insiemi di livello nell'intensità del paesaggio, in una maniera invariante per deformazioni affini nel dominio dell'immagine e per trasformazioni di intensità monotone.
Studiando come queste strutture evolvono con l'incremento delle scale, fu introdotta la nozione di blob per scala di spazio.

## Laplaciana di una gaussiana
Uno dei rilevatori blob più comuni è basato sulla laplaciana del filtro gaussiano
Data un'immagine in ingresso {\displaystyle f(x,y)}, questa immagine è una convoluzione di una convoluta gaussiana.
{\displaystyle g(x,y,t)={\frac {1}{2\pi t^{2}}}e^{-{\frac {x^{2}+y^{2}}{2t^{2}}}}}
ad una certa scala {\displaystyle t} per dare una rappresentazione di scala spaziale {\displaystyle L(x,y;t)\ =g(x,y,t)*f(x,y)}. Quindi, il risultato di applicare un operatore lapaciano:
{\displaystyle \nabla ^{2}L=L_{xx}+L_{yy}}
è calcolato, che di solito dà risultati fortemente positivi per blob scuri di misura {\displaystyle {\sqrt {2t}}} e risposte negative forti per blob luminosi di grandezza simile.
Il problema principale quando applichiamo questo operatore ad una singola scala, sebbene, la risposta dell'operatore è dipendente fortemente sulla relazione tra la grandezza delle strutture blob nel dominio dell'immagine e la grandezza del kernel gaussiano usato per il pre-appiattimento (pre-smoothing).
Per prendere automaticamente blob di grandezza diversa nel dominio dell'immagine, è quindi necessario un approccio multiscala.

## Determinante di Hesse
Considerando il determinante normalizzato per la scala di Hessian, anche riferito come operatore Monge–Ampère.
{\displaystyle \operatorname {det} HL(x,y;t)=t^{2}(L_{xx}L_{yy}-L_{xy}^{2})}
dove {\displaystyle HL} denota la Matrice di Hesse di {\displaystyle L} e dopo il rilevamento massimo di scala spaziale di questo operatore che ottiene un altro rilevatore blob differenziale con la selezione di scala automatica che risponde anche ai "saddles" (Lindeberg 1994, 1998)
{\displaystyle ({\hat {x}},{\hat {y}};{\hat {t}})=\operatorname {argmaxlocal} _{(x,y;t)}(\operatorname {det} HL(x,y;t))}.
I punti blob {\displaystyle ({\hat {x}},{\hat {y}})} e le scale {\displaystyle {\hat {t}}} sono anche definite da definizioni geometriche differenziali operazionali
che guidano i descrittori blob che sono covarianti con traslazioni, rotazioni, e riscalature nel dominio dell'immagine.
In termini di selezione di scala, i blob definiti dagli estremi della scala spaziale del determinante dell'Hessian (DoH) hanno anche proprietà di selezione di scala migliore sotto le trasformazioni affini non-euclidee che il più comune operazione laplaciano (Lindeberg 1994, 1998).
In forma semplificata il determinante normalizzato dis cata dell'Hessian calcolato da delle wavelet Haar è usato come operatore punto di interesse basilare nel descrittore SURF (Bay et al. 2006) per il riconoscimento d'oggetto e l'incrocio di immagini (image matching).